# Miriam Stockley
Miriam Arlene Stockley, conosciuta semplicemente Miriam Stockley (Johannesburg, 15 aprile 1962), è una cantante e compositrice britannica.

## Biografia
All'età di undici anni, Miriam e la sorella maggiore, Avryl, formano il gruppo "The Stockley Sisters". Più tardi si sposta a Londra per proseguire la sua carriera artistica e contribuisce alla realizzazione degli album di diversi artisti. Nel 1991, Miriam Stockley diventa parte del gruppo Praise ed il single Only You raggiunge il quarto posto nelle classifiche britanniche. Più tardi diventa la cantante del gruppo Adiemus insieme a Karl Jenkins.
La Stockley ha realizzato diverse colonne sonore di vari film (Autumn in New York nel 2000), e programmi televisivi per bambini (The World of Peter Rabbit and Friends nel 1997) e scolari. Nel 2002, in qualità di corista, ha collaborato con i Morcheeba nella realizzazione dell'album Charango del gruppo musicale britannico. Nel 2004, la Yamaha ha realizzato un software chiamato Vocaloid, che permette la creazione di voci artificiali, e una delle tre voci usate come campione è quella di Miriam Stockley.
Nel dicembre del 2006 ha partecipato come solista e vocalista per Mike Oldfield nell'edizione tedesca del festival "Nokia Night of the Proms", che ha compreso 18 concerti. Nello stesso periodo ha realizzato il suo terzo album da solista, una collezione di brani classici da lei arrangiati e con testi in italiano, intitolato Eternal.

## Vita privata
È sposata con Rod Houison, con il quale ha avuto due figli, Carly Houison e Leigh Brandon Houison.

## Discografia
- 1999 – Miriam
- 2003 – Second Nature
- 2006 – Eternal